# Lijst van nummer 1-hits in de SLAM!40 in 2017
Deze hits stonden in 2017 op nummer 1 in de SLAM!40 van SLAM!:
| Datum        | Artiest                              | Titel                          |
| ------------ | ------------------------------------ | ------------------------------ |
| 7 januari    | Clean Bandit, Anne-Marie & Sean Paul | Rockabye                       |
| 14 januari   | Starley                              | Call on Me (Ryan Riback remix) |
| 21 januari   | Starley                              | Call on Me (Ryan Riback remix) |
| 28 januari   | The Chainsmokers                     | Paris                          |
| 4 februari   | Ed Sheeran                           | Shape of You                   |
| 11 februari  | Ed Sheeran                           | Shape of You                   |
| 18 februari  | Ed Sheeran                           | Shape of You                   |
| 25 februari  | Ed Sheeran                           | Shape of You                   |
| 4 maart      | Ed Sheeran                           | Shape of You                   |
| 11 maart     | Ed Sheeran                           | Shape of You                   |
| 18 maart     | Ed Sheeran                           | Shape of You                   |
| 25 maart     | Ed Sheeran                           | Shape of You                   |
| 1 april      | Boef                                 | Habiba                         |
| 8 april      | Boef                                 | Habiba                         |
| 15 april     | Boef                                 | Habiba                         |
| 22 april     | Boef                                 | Habiba                         |
| 29 april     | Luis Fonsi & Daddy Yankee            | Despacito                      |
| 6 mei        | Luis Fonsi & Daddy Yankee            | Despacito                      |
| 13 mei       | Luis Fonsi & Daddy Yankee            | Despacito                      |
| 20 mei       | Luis Fonsi & Daddy Yankee            | Despacito                      |
| 27 mei       | Luis Fonsi & Daddy Yankee            | Despacito                      |
| 3 juni       | Luis Fonsi & Daddy Yankee            | Despacito                      |
| 10 juni      | Lucas & Steve                        | Up Till Dawn (On the Move)     |
| 17 juni      | Lucas & Steve                        | Up Till Dawn (On the Move)     |
| 24 juni      | Lucas & Steve                        | Up Till Dawn (On the Move)     |
| 1 juli       | Lucas & Steve                        | Up Till Dawn (On the Move)     |
| 8 juli       | Lucas & Steve                        | Up Till Dawn (On the Move)     |
| 15 juli      | Luis Fonsi & Daddy Yankee            | Despacito                      |
| 22 juli      | David Guetta & Justin Bieber         | 2U                             |
| 29 juli      | Luis Fonsi & Daddy Yankee            | Despacito                      |
| 5 augustus   | David Guetta & Justin Bieber         | 2U                             |
| 12 augustus  | David Guetta & Justin Bieber         | 2U                             |
| 19 augustus  | Jonas Blue & William Singe           | Mama                           |
| 26 augustus  | Jonas Blue & William Singe           | Mama                           |
| 2 september  | Jonas Blue & William Singe           | Mama                           |
| 9 september  | J Balvin & Willy William             | Mi gente                       |
| 16 september | Dua Lipa                             | New Rules                      |
| 23 september | J Balvin & Willy William             | Mi gente                       |
| 30 september | J Balvin & Willy William             | Mi gente                       |
| 7 oktober    | J Balvin & Willy William             | Mi gente                       |
| 14 oktober   | Avicii & Sandro Cavazza              | Without You                    |
| 21 oktober   | Avicii & Sandro Cavazza              | Without You                    |
| 28 oktober   | Avicii & Sandro Cavazza              | Without You                    |
| 4 november   | Marshmello & Khalid                  | Silence                        |
| 11 november  | Marshmello & Khalid                  | Silence                        |
| 18 november  | Marshmello & Khalid                  | Silence                        |
| 25 november  | Kygo & Justin Jesso                  | Stargazing                     |
| 2 december   | Kygo & Justin Jesso                  | Stargazing                     |
| 9 december   | Marshmello & Selena Gomez            | Wolves                         |
| 16 december  | Marshmello & Selena Gomez            | Wolves                         |
| 23 december  | Camila Cabello                       | Havana                         |